# Xuriella
Xuriella is een geslacht van spinnen uit de familie springspinnen (Salticidae).

## Soorten
De volgende soorten zijn bij het geslacht ingedeeld:
- Xuriella marmorea Wesolowska & van Harten, 2007
- Xuriella prima Wesolowska & Russell-Smith, 2000